# Allegationes
Les Allegationes (en français : « Déclarations ») sont un court mémorandum, qui fut écrit par Francesc Eiximenis en latin entre 1398 et 1408 à Valence. L'érudit Albert Hauf transcrivit et publia cet opuscule en 1986.

## Origine
Entre 1398 et 1408 il y avait un conflit à la cité de Valence entre l'Église et l'État. À l'origine de ce conflit il y avait la situation juridique des prêtres. Le Justícia du Royaume de Valence (une autorité médiévale valencienne) ordonna le désarmement des prêtres qui portaient des armes en public. L'évêque de Valence, Hug de Llupià (un ami très proche d'Eiximenis, qui lui avait déjà dédié son Pastorale), demanda que les prêtres devraient être jugés selon les lois de l'Église, et demanda aussi de recueillir les armes qui avaient été confisqués à ces prêtres. Il y avait aussi un autre conflit entre le Grand Maître de l'Ordre de Montesa et le roi de la Couronne d'Aragon. Pour résoudre tous ces conflits, on sollicita l'arbitrage de seize personnes importantes du Royaume de Valence. La majorité d'eux étaient des juristes, mais il y avait aussi des ecclésiastiques, comme Eiximenis. La part de ce verdict d'arbitrage qui fut écrite par Francesc Eiximenis (avant 1409, l'an de sa mort), est ce qu'on connaît comme les Allegationes.

## Contenu
C'est un document clé pour connaître les idées théocratiques d'Eiximenis. Le raisonnement qu'Eiximenis fait ici est souvent répété en d'autres parties de ses œuvres, où il justifie la théocratie papale, tels que les chapitres 75-81 et 234 du Premier Livre du Chrétien, ou la quatrième partie (chapitres 396-466) du Douzième Livre du Chrétien.
D'entre les arguments et les écrivains qu'il cite, on doit souligner les suivants:
- La bulle pontificale Unam Sanctam (Une Sainte), du pape Boniface VIII.
- De consideratione (Sur la considération), du Bernard de Clairvaux.
- De sacramentis (Sur les sacrements), d'Hugues de Saint-Victor.
- Liber de personis ecclesiasticis (Livre sur les personnes ecclésiastiques), d'Isidore de Séville.
- La Donation de Constantin.
- Le canoniste Henri de Suse (qui est mieux connu comme le cardinal Hostiensis, ou simplement comme l'Hostiensis) en plusieurs de ses ouvrages.

Finalement, pour confirmer son argumentation, il explique comment tous les chefs d'État qui ont attaqué et poursuivi l'Église, ont eu une mauvaise fin, avec l'intention de montrer que Dieu les a châtiés. Et à la fin de la liste il y a un monarque contre lequel il a une hostilité particulière, Frédéric II de Hohenstaufen. Néanmoins, le traitement qu'il fait de cet empereur est toujours très délicat, étant donné que les rois de la Couronne d'Aragon étaient ses descendants, après le mariage de Constance de Sicile, sa petite-fille, avec Pierre le Grand.

## Édition numérique
- Édition dans les œuvres complètes en ligne d'Eiximenis (en catalan et en latin).